# Man of La Mancha
Man of La Mancha è un musical con libretto di Dale Wasserman, versi di Joe Darion e colonna sonora di Mitch Leigh, basato sul romanzo di Miguel de Cervantes Don Chisciotte della Mancia.

## Rappresentazioni
La produzione originale del Broadway theatre del 1965 è arrivata a 2.328 spettacoli ed ha vinto cinque Tony Awards tra cui Miglior musical. Il cast originale vedeva Richard Kiley, Hal Holbrook e Lloyd Bridges. Kiley è stato sostituito nelle riprese da José Ferrer.
Il musical è stata ripreso quattro volte a Broadway, diventando una delle opere più durature del teatro musicale. Nel 1972 è andato in scena ancora con Kiley arrivando a 140 recite, nel 1977 con Kiley a 124 recite, nel 1992 con Raúl Juliá e Sheena Easton arriva a 108 recite e nel 2002 con Brian Stokes Mitchell, Mary Elizabeth Mastrantonio ed Ernie Sabella arriva a 304 recite.
Il brano principale The Impossible Dream (The Quest), è diventato uno standard. Il musical è stato eseguito in molti altri paesi del mondo, con produzioni in olandese, francese (traduzione di Jacques Brel), tedesco, ebraico, giapponese, coreano, islandese, uzbeko, ungherese, serbo, sloveno, Swahili, finlandese, ucraino e diversi dialetti della lingua spagnola.
Nel 1972 ne è stato realizzato un adattamento cinematografico diretto da Arthur Hiller e interpretato da Sophia Loren e Peter O'Toole.

## Interpreti principali
| Personaggio            | Broadway, 1965  | Altri interpreti |
| ---------------------- | --------------- | --- |
| Cervantes/Quixote      | Richard Kiley   | Keith Andes, Jacques Brel, Lloyd Bridges, John Cullum, Jason Danieley, José Ferrer, Davis Gaines, Robert Goulet, Kelsey Grammer, Kevin Gray, Hal Holbrook, Ron Holgate, Shawn Elliott, Raúl Juliá, Hwang Jung-min, Hal Linden, Jeff McCarthy, Keith Michell, Josef Meinrad, Fritz Muliar, Ron Raines, José Sacristán, Brent Spiner, Brian Stokes Mitchell, José van Dam, Anthony Warlow |
| Aldonza/Dulcinea       | Joan Diener     | Loni Ackerman, Kim Criswell, Ann Crumb, Danielle de Niese, Sheena Easton, Cassidy Janson, Lesli Margherita, Mary Elizabeth Mastrantonio, Marin Mazzie, Julia Migenes, Julia Murney, Caroline O'Connor, Hollis Resnik, Paloma San Basilio, Alexandra Silber, Emily Yancy |
| Sancho                 | Irving Jaconson | Peter Polycarpou, Ernie Sabella, Lee Wilkof |
| Governatore/Locandiere | Ray Middleton   | Ken Page |

## Riconoscimenti
- Tony Award
  - 1966 – Miglior musical
  - 1966 – Miglior attore protagonista in un musical a Richard Kiley
  - 1966 – Miglior regia di un musical ad Albert Marre
  - 1966 – Migliore colonna sonora originale a Mitch Leigh e Joe Darion
  - 1966 – Migliori scene in un musical a Howard Bay